# Mejraiontsi
Mejraiontsi ou Mejraionka (em russo: межрайонцы; também transcrito como Mezhraiontsi, do russo "mej-", i.e. "inter", e "raion", i.e. "distrito"), oficialmente traduzível por "interdistrital", foi um pequeno grupo com base em Petrogrado que fez parte do Partido Operário Social-Democrata Russo (POSDR), e que esteve ativo entre 1913 e 1917, quando aderiu aos bolcheviques durante a Revolução de Outubro.

## Origens
Os social-democratas russos tinham-se cindido em numerosas fações por motivos ideológicos e étnicos desde 1903, quando se verificou a fratura entre o bolchevismo e o menchevismo. Após a queda da Revolução de 1905, tanto os bolcheviques como os mencheviques dividiram-se em fações ainda mais reduzidas, o que teve incidência nomeadamente entre os grupos mencheviques ao ponto de, no Congresso de 1912, os bolcheviques de Lenin expulsarem aos mencheviques do POSDR. Como resultado do processo, desde 1912 houve duas organizações socialdemocratas em Petrogrado: o POSDR (bolchevique) e o Grupo Iniciativa do POSDR (menchevique). Alguns membros do partido, descontentes com a cisão, criaram uma organização alternativa com vontade de unir os fragmentos da oposição socialista revolucionária na Rússia: a Mejraiontka. 

## Formação da Mejraionka
O grupo interdistrital foi formado em 1913 por três bolcheviques: Konstantin Iureniov, Novosiolov e Adamovitch; e por um menchevique, Egorov. Iurenev foi o líder não oficial do grupo até maio de 1917, exceto no período em que esteve no cárcere - entre fevereiro de 1915 e fevereiro de 1916. Durante o período da Primeira Guerra Mundial, o grupo cresceu significativamente ao se declarar contrário à guerra e àqueles grupos revolucionários "defensistas" que se declararam favoráveis à guerra. A sua posição contrária fez com que aderiram novos membros à organização, de modo que no fim de 1915 contava com 60-80 membros, continuando a crescer até a Revolução de Outubro de 1917, quando contava com 400-500 membros. 

## Revolução de 1917
Os mejraiontsi estiveram ativos em Petrogrado durante a Revolução de Fevereiro de 1917, dirigindo uma equipe de impressão e publicando panfletos que chamavam ao levantamento armado em 27 de fevereiro. Aquela noite foi constituído pela primeira vez o soviete de Petrogrado e a organização ocupou um posto no seu presidium, por dois para cada uma das outras organizações: os bolcheviques, os mencheviques e o Partido Socialista Revolucionário. Embora o objetivo da mejraionka fosse unificar as fações bolchevique e menchevique, a guerra fez com que a divisão fosse ainda mais profunda. Por isso, em 12 de abril de 1917, rechaçou fazer parte de uma unificação promovida pelo setor defensista (favorável à guerra) dos mencheviques. Ademais, começaram a confluir cada vez mais com as posições dos bolcheviques, radicalizando-se especialmente desde o regresso de Lenin a Rússia.

## União com os bolcheviques
Com o regresso dos emigrados russos socialdemocratas entre abril e junho de 1917, a Mejraionka verificou-se como lugar natural para a sua reunião. Aderiram nesse momento vultos da revolução como Leon Trótski, Moisei Uritski, David Riazanov, Vladimir Volodarski, Lev Karakhan ou Dmitri Manuilski. No VI Congresso do POSDR (julho-agosto de 1917), a Mejraionka, que contava com arredor de 4.000 membros, aderiu à fação bolchevique configurando um novo partido que deixou os mencheviques à margem. Como grupo, publicou o jornal Vperiod, que chegou a tornar-se o órgão oficial do Comité Central do POSDR.